# Conseil constitutionnel (Libanon)
Der Conseil constitutionnel du Liban (deutsch Verfassungsrat des Libanon; arabisch المجلس الدستوري, DMG al-Maǧlis ad-dustūrī) ist eine libanesische politische Institution.

## Geschichte
Seine Entstehung geht auf den Abkommen von Taif, unterzeichnet im Jahre 1989, zurück. Sie wurde eingerichtet durch die Reform des Artikels 19 der Libanesischen Verfassung: Durch das Gesetz Nummer 250 des 14. Juli 1993, konformiert durch eine Verfassungsbestimmung vom 21. September 1990. Inspiriert durch den Conseil constitutionnel von Frankreich, hat es als politische Rolle die Verfassungsmäßigkeit der Gesetze von der libanesischen Nationalversammlung zu kontrollieren und auf den Respekt der Integrität der Institutionen zu achten, vor allem auf die Gewaltenteilung.
Sie ist Mitglied der Assoziation der Verfassungsgerichte, welche die französische Sprache als Arbeitssprache benutzen.
Der Verfassungsrat ist unabhängig von der judikativen Gewalt und unterscheidet sich davon von einem obersten Gericht, welches ihrerseits Teil der rechtlichen Hierarchie stellt.

## Zusammensetzung
Der Verfassungsrat setzt sich aus zehn Mitgliedern zusammen, fünf von der libanesischen Nationalversammlung gewählt und fünf vom libanesischen Ministerrat ernannt. Einer von ihnen ist der Präsident des Verfassungsrates, einer der Vize-Präsident und einer ein Sekretär. Gleichzeitig müssen diese jeweils fünf Muslime und Christen sein.